# Джейми Ноубъл
Джеймс Гибсън (роден на 23 декември 1976) е американски полуоттеглил се професионален кечист, по-добре познат под сценичното си име, Джейми Ноубъл. Работи с WWE като продуцент.
В допълнение към появите му в WWE, Ноубъл е познат с появите си в World Championship Wrestling от 1999 до 2001 като Джейми Хауърд, Джейми-Сан и Джейми Кнобъл и в New Japan Pro Wrestling и Ring of Honor през 2004 и 2005 под сценичното си име. Той е бивш шампион в полутежка категория на WWE и Световен шампион на ROH.

## В кеча
- Финални ходове
  - Cross armbar[6][7] – 2008 – 2009; преди използван като ключов ход
  - Dragon sleeper на легнал с главата на долу опонент, понякога с bodyscissors[2][3] – 2006 – 2009
  - Gibson Driver (Double underhook powerbomb, понякога sitout[2] или от горното въже) – 2002 – 2005
  - Jumping reverse piledriver, понякога докато прави kneeling[2] – 2000 – 2001, 2005
  - Noble Last Words (Diving leg drop)[2][8] – 2000 – 2001; използван рядко след това
  - Paydirt (Single underhook DDT[2][9] – 2005, или guillotine choke[10] – 2004 – 2009)
  - Slingblade[2] (Fireman's carry double knee gutbuster)[11] – 2006 – 2009
  - Swinging neckbreaker[2][12][13] – 2002 – 2003; използван като ключов ход след това
  - Trailer Hitch (Modified figure four leglock, понякога последван от dragon screw или rolling single arm DDT)[2] – 2003 – 2005
- Ключов ходове
  - Camel clutch[14]
  - Cloverleaf[9]
  - Падащ лист, понякога на колената на опонента[14] или от горното въже[7]
  - High knee[9]
  - Версии на суплекс
    - Belly to back[7]
    - Германски[9]
    - Northern Lights[7]
    - Супер[12]

  - Reverse hammerlock[9]
  - Single arm DDT[9]
- Мениджъри
  - Лейла[15]
  - Лия Мяу[16]
  - Нидия[12]
- Прякори
  - „От Бога“[1]
  - „Новото отношение“[8]
  - „Бедния Месия“[17]
- Входни песни
  - „A Country Boy Can Survive“ на Hank Williams Jr.[18] (независими компании)
  - „Trailer Trashin'“ на Джим Джонстън (WWE)
  - „The Second Coming“ на CFO$[19] (WWE; 2014–July 6, 2015; използвана докато придружава Сет Ролинс)
  - „King of Kings“ на Motörhead[20] (WWE; 19 септември 2014 – 6 юли 2015; използвана като част от Началниците)

## Шампионски титли и отличия
- Heartland Wrestling Association
  - Шампион в полутежка категория на HWA (1 път)[1][21]
- Independent Professional Wrestling
  - Шампион в полутежка категория на IPW (1 път)[22]
- Pro Wrestling Illustrated
  - PWI го класира като #42 от топ 500 индивидуалните кечисти в PWI 500 през 2002[23]
- Ring of Honor
  - Световен шампион на ROH (1 път)[5]
- World Wrestling Entertainment
  - Шампион в полутежка категория на WWE (1 път)[1]